# FC São Paulo
Der São Paulo Futebol Clube, im deutschsprachigen Raum allgemein bekannt als FC São Paulo, ist ein Sportverein aus São Paulo, Brasilien, der hauptsächlich für seine Fußballabteilung bekannt ist. Seine Fans werden „São Paulinos“ genannt.

## Geschichte

### Die Gründung
Der Klub wurde am 25. Januar 1930 erstmals als São Paulo da Floresta gegründet. Er entstand aus der Zusammenlegung von 60 Mitgliedern der zwei Vereine Club Athletico Paulistano (gegründet am 29. Dezember 1900) und Associação Atlética das Palmeiras (gegründet am 9. November 1902 und nicht zu verwechseln mit dem aktuellen Palmeiras). Die Farben des neuen Klubs wurden von den beiden Vorgängern geerbt, und zwar Rot und Weiß vom Paulistano und Weiß und Schwarz vom Palmeiras. Rot-weiß-schwarz sind zugleich die Farben der Stadt São Paulo. Das Hemd des São Paulo FC ist weiß mit einem roten und einem schwarzen horizontalen Streifen – laut der Satzung des Vereines darf das Trikot nicht wesentlich verändert werden und weist (wie viele brasilianische Clubs) von einer Saison zur nächsten lediglich Veränderungen in Details und andere Sponsoren auf. Aufgrund der drei Vereinsfarben wird der Klub von seinen Anhängern auch Tricolor genannt. Interne Auseinandersetzungen und Unruhen führten zu finanziellen Problemen. Der Verein fusionierte mit Clube de Regatas Tietê, einem anderen Sportverein aus der Stadt, und die Fußballabteilung wurde am 14. Mai 1935 aufgelöst. Kurz nach der Fusion mit Tietê gründeten die Gründer und Neugründer den Grêmio Tricolor, der am 4. Juni 1935 den Clube Atlético São Paulo bildete, und am 16. Dezember desselben Jahres São Paulo Futebol Clube. Das erste Spiel des neuen Vereins fand am 25. Januar 1936 gegen Portuguesa Santista statt.

### Die Dreißigerjahre
In seiner ersten Meisterschaft (1930) wurde der SPFC Zweiter mit elf Verlustpunkten und einer Niederlage. 1931 gelang es dem SPFC mit 20 Siegen, fünf Unentschieden und nur einer Niederlage die Meisterschaft von São Paulo zu gewinnen. Auch 1932 und 1933 war der SPFC einer der erfolgreichsten Klubs in São Paulo. Im Jahre 1934 wurde ein allzu teurer Sitz für den Klub gekauft. Dadurch ergaben sich große finanzielle Schwierigkeiten, was am 14. Mai 1935 zur Auflösung des Klubs führte. Dank des Einsatzes vieler Anhänger und einiger einflussreicher Personen, wurde der SPFC am 16. Dezember 1935 erneut gegründet. Anfänglich hatte der neue Klub wenige Erfolge vorzuweisen, aber 1938 wurde der SPFC wieder Vize-Meister.

### Die Vierzigerjahre
1942 kaufte der SPFC den Spieler Leônidas da Silva, bekannt als der „Schwarze Diamant“, für die größte bis zu jenem Zeitpunkt in Brasilien bezahlte Transfersumme. Bei seinem ersten Spiel, am 24. Mai 1942, mit dem SPFC war das Estádio do Pacaembu (1940 gebaut) mit der Rekordzahl von 70281 Zuschauern belegt, was für dieses Stadion bis heute der Rekord geblieben ist. Im folgenden Jahr (1943) wurde der SPFC endlich wieder Meister. Von da an verbesserte sich das Niveau des Klubs beträchtlich und er wurde auch 1945, 1946, 1948 und 1949 Meister.

### Die Fünfzigerjahre
Anfang der Fünfzigerjahre wurde beschlossen, dass ein großer Klub auch ein großes Stadion haben musste. Am 15. August 1952 wurde der Grundstein zum Estádio do Morumbi gelegt. Es war seinerzeit das größte Fußballstadion der Welt, welches einem Fußballklub gehört. Das einzige größere Stadion war das Maracanã in Rio de Janeiro, welches der Stadt gehört. Zum Bau des Morumbi, welches eigentlich Cicero Pompeu de Toledo heißt, wurde beim SPFC an allen möglichen Orten gespart. So wurden viele Aktiven veräußert, so auch verschiedene Spieler. Sogar mit diesem Aderlass gelang es dem SPFC in den Jahren 1953 und 1957 Meister zu werden. Für den Bau des neuen Stadions wurden 340.000 Kubikmeter Aushub verarbeitet. Es wurden 280'000 Sack Zement und 50.000 Tonnen Armierungseisen verbraucht.

### Die Sechzigerjahre
Am 2. Oktober 1960 wurde das noch nicht vollendete Stadion mit einem Sieg (1:0) über Sporting Lissabon eingeweiht. Der nächste Meistertitel für den SPFC sollte erst wieder 1970 Wirklichkeit werden. 1958 wurde der SPFC noch Vize-Meister und 1959 Dritter. Um das neue Stadion finanzieren zu können, schuf der SPFC eine Fußballschule. Die neuen Spieler wurden, anschließend an die Ausbildung, an andere Klubs verkauft. Einerseits durch diese Politik und auch durch das Hoch des FC Santos, welcher diese Zeit dank Pelé dominierte, ging der SPFC über eine dreizehnjährige Durststrecke. 1963 gelang es ihm trotzdem in einem Turnier („Die kleine Weltmeisterschaft“) in Montevideo im Finale Real Madrid zu besiegen. Real Madrid war zu dieser Zeit weltweit absolute Spitze.

### Die Siebzigerjahre
Mit der Fertigstellung des neuen Stadions im Jahre 1970 gingen die finanziellen Probleme des SPFC zu Ende. Das Eröffnungsspiel am 25. Januar 1970 ging gegen Porto aus Portugal 1:1 aus. Das Morumbi, welches zu jener Zeit 150'000 Zuschauern Platz bot, war mit ungefähr 100'000 Besuchern besetzt. Der SPFC konnte sich nun gute Spieler kaufen und wurde 1970 und 1971 Staatsmeister. 1972 spielte der SPFC zum ersten Mal in der Copa Libertadores, welche für Südamerika der Champions League entspricht, und wurde im Halbfinal von CA Independiente aus Argentinien besiegt. 1973 verlor der SPFC den Final in der brasilianischen Meisterschaft gegen den Erzfeind Palmeiras. 1974 wurde das Finalspiel der Copa Libertadores gegen CA Independiente verloren. 1975 wurde der SPFC Meister von São Paulo und 1977 Brasilianischer Meister.

### Die Achtzigerjahre
In den Achtzigerjahren dominierte der SPFC die Fußballszene in Brasilien. Er nahm an zehn Endspielen teil und wurde 1980, 1981, 1985, 1987 und 1989 Meister von São Paulo (Vize 1982 und 1983) und 1986 brasilianischer Meister (Vize 1981 und 1989).

### Die Neunzigerjahre
Mit der Verpflichtung von Telê Santana, dessen Vertragslaufzeit ursprünglich nur auf drei Monate angesetzt war, mit wachsendem Erfolg jedoch verlängert wurde, konnte sich der FC São Paulo in den 1990er-Jahren als einer der bedeutendsten Vereine im südamerikanischen Fußball etablieren. 1991, mit der Rückkehr von Müller, wurde der SPFC Meister von São Paulo und auch brasilianischer Meister. Im folgenden Jahr gewann man erstmals den Weltpokal. Der SPFC hatte eine Reihe Topspieler, unter denen Raí, Palhinha, Müller und Cafu hervorzuheben sind. Dazu kam auch der Torhüter Zetti, welcher viele Strafstöße hielt. 1992 wurde die Copa Libertadores gewonnen und in Tokyo wurde der FC Barcelona besiegt. Dazu kam ein weiterer Meistertitel in São Paulo. 1993 gelang es dem SPFC wieder, die Copa Libertadores zu gewinnen und im Anschluss in Tokyo den AC Mailand als europäischen Vertreter zu besiegen. 1994 verlor der SPFC das Finalspiel der Copa Libertadores gegen Vélez Sarsfield aus Argentinien erst im Elfmeterschießen, aber im Gegensatz dazu gelang es einer Mannschaft, welche aus den Reserven und einigen Junioren des SPFC gebildet wurde, die Copa Conmebol zu gewinnen. 1995 und 1996 erinnern stark an die Jahre der mageren Kühe aus den Sechzigerjahren. Das Stadion Morumbi wurde aus Sicherheitsgründen geschlossen und der Klub gab viel Geld aus, um es instandzustellen. So blieb wenig Geld für die Spieler. Auch musste Telê Santana aus gesundheitlichen Gründen den SPFC verlassen. 1997 gelang es dem SPFC, unter dem Trainer Darío Pereyra, wieder Vize-Meister von São Paulo zu werden und auch ein Turnier (Supercopa dos Campeões) zu gewinnen. Im neueröffneten Morumbi wurde der SPFC 1998 wieder Meister von São Paulo. 1999 spielte der SPFC gut in São Paulo und in der brasilianischen Meisterschaft, schied aber in beiden in den Halbfinals gegen Corinthians São Paulo aus.

### Seit 2000
2000 wurde der SPFC Meister von São Paulo, Vize-Pokalsieger von Brasilien und erreichte auch das Viertelfinale der brasilianischen Meisterschaft. 2001 war ein schlechtes Jahr für den SPFC. In der Meisterschaft von São Paulo wurde er nur Achter. Es gelang ihm aber das Torneio Rio-São Paulo zu gewinnen. 2002 wurde das Reglement für die Meisterschaft von São Paulo geändert. Die Elite nahm am Torneio Rio-São Paulo gegen Klubs aus Rio de Janeiro teil. Die restlichen Klubs machten unter sich die Meisterschaft von São Paulo aus, wobei der Klub Ituano Meister wurde. Abschließend gab es ein Turnier zwischen der Elite und dem Meister Ituano, aus welchem der SPFC als Sieger hervorging. 2003 wurde Corinthians Meister und der SPFC Zweiter. In der Meisterschaft von São Paulo 2004 schied der SPFC gegen den neuen Meister (AD São Caetano) im Viertelfinale aus. Die brasilianische Meisterschaft 2004 beendete der SPFC auf dem dritten Rang. Rogério Ceni erzielte in dieser Meisterschaft drei Tore. 2005 wurde der SPFC erneut Staatsmeister. Auch diesmal schoss Rogério Ceni fünf Tore. Zum 3. Mal nach 1992 und 1993 wurde 2005 die Copa Libertadores gewonnen, die Finalspiele gegen Athletico Paranaense gingen 1:1 und 4:0 aus. Die Tore im entscheidenden Spiel schossen Márcio Amoroso, 16., Fabão, 52., Luizão, 70. und Diego Tardelli, 89. Minute. Durch einen 1:0-Finalsieg gegen den FC Liverpool bei der FIFA-Klub-Weltmeisterschaft 2005 in Japan sicherte sich der SPFC den Titel Klub-Weltmeister. Zwischen 2006 und 2008 wurde der Club dreimal in Folge brasilianischer Meister. Aktuell streitet der SPFC mit Flamengo Rio de Janeiro um die Trophäe „Copa de Bolinhas“, den Pokal für die Mannschaft, die als erste fünf nationale Meistertitel gewinnen konnte. Flamengo bekam von einem Gericht in Rio de Janeiro kürzlich den Titel von 1987 zugesprochen – einem Jahr, in dem es zwei konkurrierende Meisterschaften ohne Entscheidungsspiel der zwei Sieger gab.
Am 24. September 2023 gewann der Klub zum ersten Mal die Copa do Brasil. Im Finalrückspiel der Copa do Brasil 2023 reichte gegen Flamengo Rio de Janeiro ein 1:1-Unentschieden, nachdem das Hinspiel 1:0 für São Paulo endete.

## Klublogo

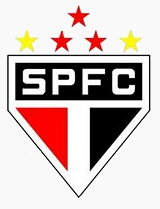
Klublogo mit Sternen

Das Klublogo wurde mit drei roten und zwei gelben Sternen geschmückt. Die drei roten Sterne, repräsentieren die drei Titel in der Weltpokal / Klub-Weltmeisterschaft (1992, 1993 und 2005). Die beiden gelben Sterne repräsentieren die beiden Goldmedaillen des Athleten Adhemar da Silva, damals Tricolore-Mitglied und Olympiasieger im Dreisprung bei den Olympischen Spielen von 1952 (Finnland) und 1956 (Australien).

## Erfolge
- Weltpokal / Klub-Weltmeisterschaft: 1992, 1993, 2005
- Copa Libertadores: 1992, 1993, 2005
- Copa Sudamericana: 2012
- Supercopa Sudamericana: 1993
- Copa Conmebol: 1994
- Brasilianischer Meister: 1977, 1986, 1991, 2006, 2007, 2008
- Torneio Rio-São Paulo: 2001
- Staatsmeisterschaft von São Paulo: (22 ×) 1931, 1943, 1945, 1946, 1948, 1949, 1953, 1957, 1970, 1971, 1975, 1980, 1981, 1985, 1987, 1989, 1991, 1992, 1998, 2000, 2005, 2021
- E-Brasileirão: 2019[2]
- Copa do Brasil: 2023
- Supercopa do Brasil: 2024

## Spieler

### Aktuell 2024
Stand: 26. Dezember 2024
| Nr. |             | Position | Name             |
| --- | ----------- | -------- | ---------------- |
| 2   | Brasilien   | AB       | Igor Vinícius    |
| 3   | Nordirland  | AB       | Jamal Lewis      |
| 4   | Argentinien | AB       | Santiago Longo   |
| 5   | Ecuador     | AB       | Robert Arboleda  |
| 6   | Brasilien   | AB       | Welington        |
| 7   | Brasilien   | ST       | Lucas Moura      |
| 8   | Argentinien | MF       | Giuliano Galoppo |
| 9   | Argentinien | ST       | Jonathan Calleri |
| 10  | Brasilien   | ST       | Luciano          |
| 11  | Brasilien   | MF       | Rodrigo Nestor   |
| 13  | Brasilien   | AB       | Rafinha ()       |
| 15  | Uruguay     | MF       | Michel Araújo    |
| 16  | Brasilien   | MF       | Luiz Gustavo     |
| 17  | Brasilien   | ST       | André Silva      |
| 18  | Brasilien   | MF       | Rodriguinho      |
| 20  | Brasilien   | MF       | Marcos Antônio   |
| 21  | Paraguay    | MF       | Damián Bobadilla |
| 22  | Brasilien   | AB       | Ruan             |
| 23  | Brasilien   | TW       | Rafael           |

| Nr. |             | Position | Name             |
| --- | ----------- | -------- | ---------------- |
| 25  | Brasilien   | MF       | Alisson          |
| 26  | Brasilien   | MF       | Liziero          |
| 27  | Brasilien   | MF       | Wellington Rato  |
| 28  | Argentinien | AB       | Alan Franco      |
| 29  | Brasilien   | MF       | Pablo Maia       |
| 30  | Brasilien   | AB       | João Moreira     |
| 32  | Venezuela   | AB       | Nahuel Ferraresi |
| 33  | Brasilien   | ST       | Erick            |
| 35  | Brasilien   | AB       | Sabino           |
| 36  | Brasilien   | AB       | Patryck          |
| 37  | Brasilien   | ST       | Henrique Carmo   |
| 39  | Brasilien   | ST       | William Gomes    |
| 44  | Brasilien   | AB       | Matheus Belém    |
| 46  | Brasilien   | MF       | Felipe Negrucci  |
| 47  | Brasilien   | ST       | Ferreirinha      |
| 50  | Brasilien   | TW       | Young            |
| 93  | Brasilien   | TW       | Jandrei          |
|     | Ecuador     | MF       | Jhegson Méndez   |
|     | Kolumbien   | AB       | Luis Orejula     |

### Ehemalige Spieler
- Araken
- Arthur Friedenreich
- Márcio Amoroso
- Júlio Baptista
- Bauer
- Serginho Chulapa
- Breno
- Careca
- Cicinho
- Cafu
- Toninho Cerezo
- Danilo
- Denílson de Oliveira
- Doriva
- Edmílson
- Darío Pereyra
- Falcão
- França
- Gérson
- Gilmar Rinaldi
- Grafite
- Hernanes
- Jean
- Josué
- Kaká
- Lúcio
- Luís Fabiano
- Maicón
- Fábio César Montezine
- Leonardo
- Leônidas
- Diego Lugano
- Mineiro
- Müller
- Sastre
- Valdir Peres
- Raí
- Pedro Rocha
- Rogério Ceni
- Rivaldo
- Zetti

## Trainer (unvollständig)
| Name des Trainers       | Zeitraum  | Bemerkung                                                     |
| ----------------------- | --------- | ------------------------------------------------------------- |
| Béla Guttmann           | 1957–1958 |                                                               |
| Carlos Alberto Parreira | 1996–1997 |                                                               |
| Paulo César Carpegiani  | 1999–2000 |                                                               |
| Paulo Autuori           | 2005      | • 2005: Copa Libertadores • 2005: FIFA-Klub-Weltmeisterschaft |
| Muricy Ramalho          | 2006–2009 |                                                               |
| Paulo César Carpegiani  | 2010–2011 |                                                               |
| Émerson Leão            | 2011–2012 |                                                               |
| Ney Franco              | 2012–2013 | • 2012: Copa Sul-Americana                                    |
| Paulo Autuori           | 2013      |                                                               |
| Muricy Ramalho          | 2013–2015 |                                                               |
| Juan Carlos Osorio      | 2015      |                                                               |
| Edgardo Bauza           | 2016      |                                                               |
| Ricardo Gomes           | 2016      |                                                               |
| Rogerio Ceni            | 2017      |                                                               |
| Dorival Júnior          | 2017      |                                                               |
| Hernán Crespo           | 2021      |                                                               |

## Frauenfußball
Die Frauenfußballabteilung des FC São Paulo wurde erstmals 1981 gebildet und ist zweimaliger Staatsmeister. Sie befindet sich aktuell in der Neustrukturierung.